# 丹下日出夫
丹下 日出夫（たんげ ひでお、1958年10月2日-）は日本の競馬評論家である。

## 来歴・人物
山口県長門市出身。山口県立大津高等学校卒業、慶應義塾大学経済学部除籍。
元ホースニュース・馬の編集者。井崎脩五郎の後輩で師弟関係にあたる。同紙では中央競馬の関東版の本紙予想を担当していた。また、2008年3月30日まで、日曜日の『中央競馬ワイド中継』（独立UHF放送局）に出演し、「丹下日出夫の今日の丹券」コーナーでメインレースの予想と共にクラシック有力馬の番付を発表していた。2008年9月からは毎日新聞社に所属し、同紙にて中央競馬の本紙予想を担当。
ペーパーオーナーゲームに関する執筆活動を盛んに行っており、複数の競馬雑誌で連載を持ち、ペーパーオーナーゲーム用の解説本の執筆編集を行っている。自称“POG大魔王”。競馬予想はガチガチの本命党である。
ホースニュース・馬の歓迎会で忌野清志郎の曲を歌ったことがきっかけで、旧知の友人からは「キーちゃん」と呼ばれている。かつてこの名前で『優駿』誌上に連載を持っていた。
2011年よりスタートするBSイレブン制作の『BSイレブン競馬中継』に解説者として参加することとなった。また、日経ラジオ社（第一プロ）の『鈴木淑子の地球は競馬でまわってる』でも、毎年4-5月の、2歳メークデビュー開幕前に数回出演しており、POGに役立つ注目の2歳馬について解説を行っている

## 書籍
- 馬券予想のザ・決定力（2003年、毎日コミュニケーションズ）ISBN 978-4839909437
- 井崎先生より100倍当たる馬券の本（2003年、ベストセラーズ）ISBN 978-4584187548
- 最強のPOG青本シリーズ（2005年〜、ベストセラーズ）